# Pouran Derakhshandeh

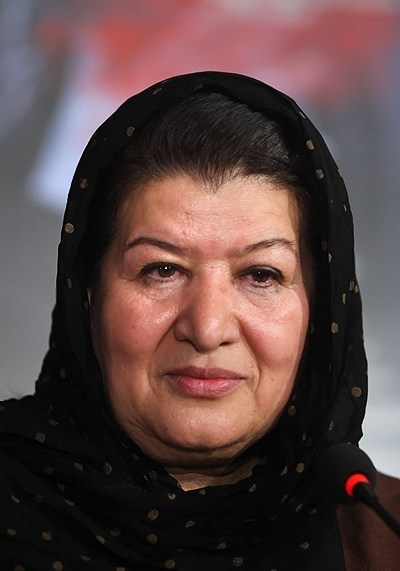
Pouran Derakhshandeh (2013)

Pouran Derakhshandeh (persisch پوران درخشنده, geboren 27. März 1951 in Kermānschāh) ist eine iranische Filmregisseurin, Drehbuchautorin und Filmproduzentin.
Derakhshandeh schloss ihr Aufbaustudium 1975 ab und arbeitete als Dokumentarfilmerin in der Islamic Republic of Iran Broadcasting. Ihre Filmkarriere begann sie als erste Filmemacherin nach der Revolution mit dem Film Rabete (1986), in dem ein 15-jähriger stummer Jugendlicher aufgrund seiner Behinderung Ausgrenzung erfährt, die es zu überwinden gilt. Derakshandeh ist Mitglied des International Film Center for Children and Adolescents (CIFEJ), der American Filmmakers Association (WIF), der American Independent Directors Association (IFP) und Vizepräsidentin des Central Council der Iranian Cinema Directors Association.
Derakhshandeh ist mehrfache Preisträgerin beim Internationalen Fajr-Filmfestival gewesen. So wurde sie 1988 mit dem Spezialpreis der Jury, dem Crystal Simorgh, für ihre Filme Parandeyeh koochake khoshbakhti (Die kleine Malihe verliert aufgrund eines emotionalen Schocks, die Fähigkeit zu sprechen) und Kani-manga (Geschichte eines irakischen Piloten) jeweils in der Kategorie „Bester Film“ ausgezeichnet und konnte für den Film Parandeyeh koochake khoshbakhti außerdem den Spezial-Jury-Award in Empfang nehmen. Für ihren Film Hiss Dokhtarha Faryad Nemizanand (Shirin, die kurz vor ihrer Verheiratung steht, begeht unerwartet einen Mord) wurde Derakhshandeh 2013 mit dem Crystal Simorgh Audience Award in der Kategorie „Bester Film“ bedacht. Für ihren Film Zire sahhfe doodi (Shirin sucht nach einer Möglichkeit der Kontaktaufnahme mit ihrem Mann und ihrem Kind) wurde sie 2017 auf dem Festival in zwei Kategorien für einen Preis nominiert.